# Maria Nordström
Maria Nordström (* 10. Mai 1991) ist eine ehemalige schwedische Skilangläuferin.

## Werdegang
Nordström, die 2009 und 2010 mit insgesamt fünf Titeln bei den Junioren-Weltmeisterschaften im Ski-Orientierungslauf erfolgreich war, erreichte 2010 im Skilanglauf bei den Nordischen Junioren-Weltmeisterschaften in Hinterzarten den Bronzerang mit der schwedischen Staffel. Im Februar 2012 erzielte sie beim Scandinavian Cup in Albu mit Platz zehn im Sprint ihr erstes Top-10-Ergebnis bei einem Continental-Cup-Rennen. Im November desselben Jahres gelang Nordström mit Platz neun über 10 km Freistil auf der US Super Tour in West Yellowstone ein weiteres Top-10-Ergebnis bei einem Continental-Cup-Rennen. Im April 2013 wurde sie im Sprint in Tahoe erneut Neunte auf der US Super Tour. Ihren ersten Einsatz im Skilanglauf-Weltcup hatte Nordström im Februar 2015 in Östersund, wo sie mit Rang 30 im Sprint ihren ersten Weltcuppunkt gewann und über 10 km Freistil auf Rang 45 kam. In der Saison 2016/17 errang sie den 27. Platz bei der Tour de Ski 2016/17. Im Februar 2017 holte sie in Pyeongchang zusammen mit Elin Mohlin im Teamsprint ihren ersten Weltcupsieg. Im folgenden Monat wurde sie im Scandinavian Cup bei der Minitour in Madona Zweite. Dabei holte sie bei der Etappe über 5 km klassisch ihren ersten Sieg im Scandinavian-Cup und erreichte zum Saisonende den 41. Platz im Gesamtweltcup und den vierten Platz in der Gesamtwertung des Scandinavian Cups. Ende März 2017 wurde sie zusammen mit Hanna Falk schwedische Meisterin im Teamsprint. In der Saison 2017/18 kam sie beim Ruka Triple auf den 42. Platz, bei der Tour de Ski 2017/18 auf den 23. Platz und beim Weltcup-Finale 2018 in Falun auf den 49. Platz. Dabei erreichte sie in Oberstdorf mit dem fünften Platz im 10-km-Massenstartrenen ihre beste Platzierung im Weltcupeinzel.
In der Saison 2019/20 lief Nordström mit vier Top-Zehn-Platzierungen, darunter Platz eins im 20-km-Massenstartrennen in Vuokatti, auf den dritten Platz in der Gesamtwertung des Scandinavian Cups. Letztmals im Weltcup startete sie im Dezember 2021 in Dresden, wobei sie den 43. Platz im Sprint errang.

## Persönliches
Nordström ist die Schwester von Gustav Nordström, der ebenfalls Skilangläufer ist.

## Erfolge

### Weltcupsiege im Team
| Nr. | Datum           | Ort         | Disziplin             |
| --- | --------------- | ----------- | --------------------- |
| 1.  | 5. Februar 2017 | Pyeongchang | Teamsprint Freistil 1 |

### Siege bei Continental-Cup-Rennen
| Nr. | Datum             | Ort      | Disziplin                      | Serie            |
| --- | ----------------- | -------- | ------------------------------ | ---------------- |
| 1.  | 4. März 2017      | Madona   | 5 km klassisch Individualstart | Scandinavian Cup |
| 2.  | 14. Dezember 2019 | Vuokatti | 20 km klassisch Massenstart    | Scandinavian Cup |